# Municipio de Middletown (condado de Susquehanna)
El municipio de Middletown (en inglés: Middletown Township) es un municipio ubicado en el condado de Susquehanna en el estado estadounidense de Pensilvania. En el año 2000 tenía una población de 340 habitantes y una densidad poblacional de 4 personas por km².

## Geografía
El municipio de Middletown se encuentra ubicado en las coordenadas 41°53′00″N 76°07′35″O / 41.88333, -76.12639.

## Demografía
Según la Oficina del Censo en 2000 los ingresos medios por hogar en la localidad eran de $33,125 y los ingresos medios por familia eran $35,625. Los hombres tenían unos ingresos medios de $30,250 frente a los $30,625 para las mujeres. La renta per cápita para la localidad era de $15,129. Alrededor del 9,9% de la población estaban por debajo del umbral de pobreza.